# 17. dzielnica Paryża
17. dzielnica Paryża (fr. 17e arrondissement de Paris) – jedna z dwudziestu dzielnic Paryża.

## Podział
Każda z dwudziestu dzielnic Paryża podzielona jest na cztery mniejsze jednostki administracyjne: quartiers. 17. dzielnica dzieli się na:
- Quartier des Ternes,
- Quartier de la Plaine-de-Monceaux,
- Quartier des Batignolles,
- Quartier des Épinettes.